# Lucian Mureșan
Lucian Mureșan (Firiza, 23. svibnja 1930.), je rumunjski kardinal i fagaraško-albajulijski veliki nadbiskup. Imenovanjem velikim nadbiskupom postao je poglavarom Rumunjske grkokatoličke Crkve.

## Životopis
Lucian Mureșan rođen je u mjestu Baia Mare (tada Firiza), 23. svibnja 1930. godine. Osnovnu školu pohađao je u Firizi, a gimnaziju u mjestu Baia Mare. Bio je prisiljen dugo vremena čekati da postane svećenikom jer je 1948. Rumunjska grkokatolička Crkva (u punom zajedništvu s Rimom) bila zabranjena. Svećenikom konačno postaje 19. prosinca 1964.
14. ožujka 1990. godine je imenovan za biskupa Maramureşa te 27. svibnja, iste godine, posvećen. 4. srpnja 1994. postaje nadbiskupom nadbiskupije Făgăraş şi Alba Iulia, odnosno prvim rumunjskim glavnim nadbiskupom 16. prosinca 2005. Na tom je mjestu posvećen 30. travnja 2006. godine.
Papa Benedikt XVI. ga je imenovao kardinalom svećenikom crkve Sant'Atanasio na konzistoriju, 18. veljače 2012. U to vrijeme je već bio stariji od 80 godina te nema pravo sudjelovanja na konklavama. Za geslo ima Budi volja tvoja (lat. Fiat voluntas Tua).
U dva navrata je obnašao dužnost predsjednika Rumunjske biskupske konferencije; od 1998. do 2001. i od 2004. do 2007. godine te trenutačni mandat od 2010. godine. 24. listopada 2012. godine izabran je za počasnog člana Rumunjske akademije. Od 2012. član je Kongregacije za Istočne Crkve.